# Сандомирская, Ирина Ильинична
Ири́на Ильи́нична Сандоми́рская (18 августа 1959) — российский филолог, историк советской культуры. Кандидат филологических наук, профессор.

## Биография
В 1991 защитила кандидатскую диссертацию в Институте языкознания. В настоящее время — профессор Центра балтийских и восточноевропейских исследований Университета Сёдертёрна (Швеция). Лауреат Премии Андрея Белого в номинации «Гуманитарные исследования» (2013) за книгу «Блокада в слове».

## Труды
- «Я так хочу назвать кино». «Наивное письмо»: опыт лингвосоциологического чтения. — М.: Русское феноменологическое общество, 1996. (в соавторстве с Нат. Козловой)
- Книга о родине. Опыт анализа дискурсивных практик. Wien: Wiener Slawistischer Almanach, 2001 ([yanko.lib.ru/books/cultur/sadomirskaya-rodina.htm], рец.: )
- Блокада в слове. Очерки критической теории и биополитики языка. — М.: Новое литературное обозрение, 2013. (публикация фрагмента
- Past discontinuous: фрагменты реставрации.  М.: Новое литературное обозрение, 2022.